# Тіса (Вилча)
Тіса (рум. Tisa) — село у повіті Вилча в Румунії. Адміністративно підпорядковане місту Беїле-Оленешть.
Село розташоване на відстані 171 км на північний захід від Бухареста, 16 км на північний захід від Римніку-Вилчі, 102 км на північ від Крайови, 119 км на південний захід від Брашова.

## Населення
За даними перепису населення 2002 року у селі проживали 57 осіб, усі — румуни. Усі жителі села рідною мовою назвали румунську.